# Shuren, Heilongjiang
Shuren (kinesiska: 树人, 树人乡) är en sockenhuvudort i Kina. Den ligger i provinsen Heilongjiang, i den nordöstra delen av landet, omkring 160 kilometer norr om provinshuvudstaden Harbin. Antalet invånare är 13 948. Befolkningen består av 6 790 kvinnor och 7 158 män. Barn under 15 år utgör 14,0 %, vuxna 15-64 år 78 %, och äldre över 65 år 6,0 %.
Runt Shuren är det ganska tätbefolkat, med 149 invånare per kvadratkilometer. Närmaste större samhälle är Yongfu, 19,9 km sydost om Shuren. Trakten runt Shuren består till största delen av jordbruksmark.
Genomsnittlig årsnederbörd är 893 millimeter. Den regnigaste månaden är juli, med i genomsnitt 282 mm nederbörd, och den torraste är januari, med 6 mm nederbörd.